# Åg–Vintjärns Järnväg
Åg-Vintjärns Järnväg Ågsbanan var en industrijärnväg byggd 1883 av Stora Kopparbergs Bergslag mellan Vintjärn och Svartbäcken vid sjön Hinsen i Svärdsjö landskommun, Kopparbergs län. Järnvägen var en länk i transport- och förädlingskedjan mellan gruvan i Vintjärn, masugnen i Åg och lancashiresmedjan vid Korså bruk.

## Historia
Ågs masugn startade 1828 och malm och träkol drogs av hästar på forvägar. Korså Bruks lancashiresmedja startade 1841 och transporterna från Åg gick med båt på sommaren över Hinsen och hästforor på vintern. Tackjärnet fraktades från Hinsen några hundra meter till Korså bruk på en hästbana med spårvidd 891 millimeter, som byggdes 1873–1875. Efter bearbetning transporterades stångjärnet vidare på hästbanan som totalt var omkring tre kilometer till sjön Hyen och med båt till Källvikens station, senare kallad Korså station, på Gävle-Dala Järnväg.
Stora Kopparbergs Bergslags AB ägde en del av gruvan i Vintjärn och bägge bruken. För att förbättra transporten av malm och träkol byggdes Åg–Vintjärns Järnväg 1883 mellan Vintjärn, Åg och vidare till Svartbäckens lastplats vid sjön Hinsen för att ersätta hästfororna. Den var 21 kilometer lång. Malmen lastades i början med ett malmspel till den först lastplatsen i Vintjärn. Banan förlängdes 1887 och fick spåranslutning till Linghed–Vintjärns Järnväg och vagnarna kunde nu gå till Östergruvan och Gammelgruvan på Linghed–Vintjärns Järnväg. Efter att ett nytt anrikningsverk byggdes 1906 byggdes spår från Åg–Vintjärns Järnväg där malmvagnarna kunde lastas från malmfickorna.   
När masugnen i Åg stängde 1928 och gruvdriften upphörde i Vintjärn fortsatte transporten av träkol och det blev mer virkestransporter. Den första sträckan som lades ner var mellan Brattberget och Svartbäcken 1940 och spåren revs samma år. Mellan Åg och Brattberget revs spåren 1946 och resten utom en kilometer närmast Vintjärn var rivet 1948. Banvallen används som bilväg förutom för några kilometer från Åg mot Brattberget.

## Fordon
Det första loket köptes 1883 från Kristinehamns Mekaniska Werkstad och flyttades senare till gruvan i Vintjärn. Ytterligare köptes ett lok från Orenstein & Koppel år 1900 och ett 1902 från Vagnfabriks AB i Falun, också ägt av Stora Kopparbergs Bergslags AB. De två första loken skrotades vid nerläggningen medan det sista såldes till Dannemora gruvor. Efter att det togs ur drift skänktes det 1961 till Museisällskapet Jädraås - Tallås Järnväg.
Åg–Vintjärns Järnvägs fordon var inte besiktigade och fick inte trafikera Dala-Ockelbo-Norrsundets Järnväg. För träkolstransport registrerades 13 av Åg–Vintjärns Järnvägs vagnar vid Dala–Ockelbo–Norrsundets Järnväg.

## Källhänvisningar
- Historiskt om Svenska Järnvägar ÅJ, Åg - Wintjerns Järnväg
- Historiskt om Svenska Järnvägar DONJ, Stationer, lastplatser Wintjern station

1. ↑  ”Historik Ågs bruk”. Världsarvet Falun. Arkiverad från originalet den 18 april 2013. https://archive.is/20130418064556/http://www.falugruva.se/sv/Besok-oss/Jarmets-vag/Ags-bruk/Historik-Ags-bruk/. Läst 19 februari 2013.
2. ↑  ”Historik Korså bruk”. Världsarvet Falun. Arkiverad från originalet den 18 april 2013. https://archive.is/20130418085027/http://www.falugruva.se/sv/Besok-oss/Jarmets-vag/Korsa-bruk/Historik-Korsa-bruk/. Läst 19 februari 2013.
3. ↑  ”Re: Järnväg i Korsån - mja... PS - Nix!”. Gamla Järnvägshistoriskt Forum. Järnvägsmusei vänner. 6 juni 2007. http://www.jvmv2.se/gamlaforum/26256.htm. Läst 5 december 2012.
4. ↑  ”Historik Vintjärns gruvfält”. Världsarvet Falun. Arkiverad från originalet den 18 april 2013. https://archive.is/20130418032304/http://www.falugruva.se/sv/Besok-oss/Jarmets-vag/Vintjarns-gruvfalt/Historik-Vintjarns-gruvfalt/. Läst 20 februari 2013.
5. ↑  ”Wintjern - järnväg, väg och lokstall...!”. Järnvägshistoriskt Forum. 2012-01-03. http://www.jvmv2.se/forum/index.php?mode=thread&id=96897. Läst 20 februari 2013.